# Рат краљице Ане
Рат краљице Ане (1702—1713) био је други у серији од четири Француска и индијанска рата, борба између Француске и Велике Бритније у Северној Америци ради превласти на овом континенту, и заправо је био пандан Рату за шпанско наслеђе у Европи.
На почетку рата, 1702. године, Енглези су освојили и спалили шпански посед Свети Августин на Флориди. Међутим, Енглези нису били способни да освоје главну тврђаву Светог Августина, што је довело до осуде овог похода као промашаја. Шпанија је задржала Свети Августин и Пенсаколу више од једног века након рата, али њихов мисионарски рад је онемогућен. Помоћ енглеске војске колонијалистима била је бескорисна или концентрисана на одбрану области око Чарлстона, Јужне Каролине и Њујорка – односно границе Нове Енглеске са канадским територијама. Француске снаге заједно са индијанским савезницима напале су Нову Енглеску из Канаде, и уништиле Дирфилд у Масачусетсу. Године 1704. Апалачи на Шпанској Флориди били су десетковани, и тај догађај је познат као покољ над Апалачима. Преживели Апалачи су били премештени у долину реке Саване на граници са Јужном Каролином где су били у некој врсти ропских односа. Касније су учествовали у Јамасијанском рату 1715. године.
Освајањем француског упоришта Порт Ројала од стране Френсиса Николсона 1710. године Акадија је постала британска провинција Нова Шкотска. Примирје је склопљено 1712. године. По условима Споразума у Утрехту из 1713. Британија је добила регион Хадсоновог залива, Њуфаундленд и Карипско острво Сент Китс. Мир је потрајао до наредног Француског и Индијанског рата познатог као Рат краља Џорџа 1744. године.
Британско освајање Акадије имало је тешке последице по француске досељенике. Године 1755. током Француског и Индијанског рата многи су избегли из колоније. Неки су настанили Луизијану. У овом рату Канадска лига је остала неутрална.